# Eleccions legislatives franceses de juny de 1946
Les eleccions legislatives franceses de 2 de juny de 1946 se celebraren per a escollir una Assemblea Nacional Francesa de 586 diputats pel sistema proporcional, que elaborés una nova constitució que acabés amb la inestabilitat parlamentària de la Tercera República, que donaria lloc a la Quarta República Francesa i fortes desavinences entre Charles de Gaulle i l'anomenada Aliança dels Tres Partits (socialistes, comunistes i radicals d'esquerra).
| Partits i coalicions | Partits i coalicions                       | Abr.    | Vots       | %     | Escons |
| -------------------- | ------------------------------------------ | ------- | ---------- | ----- | ------ |
|                      | Mouvement Républicain Populaire            | MRP     | 5,589,213  | 28.22 | 166    |
|                      | Partit Comunista Francès                   | PCF     | 5,145,325  | 25.98 | 153    |
|                      | Secció Francesa de la Internacional Obrera | SFIO    | 4,187,747  | 21.14 | 128    |
|                      | Total "Aliança dels Tres Partits"          |         | 14,922,285 | 75.34 | 447    |
|                      | Moderats (Dreta)                           | PRL/CNI | 2,538,167  | 12.82 | 78     |
|                      | Rassemblement des Gauches Républicaines    | RGR     | 2,299,963  | 11.61 | 52     |
|                      | Diversos                                   |         | 44,915     | 0.23  | 9      |
| Total                | Total                                      |         | 20,215,200 | 100   | 586    |
| Abstenció: 18,15%    |                                            |         |            |       |        |